# دهستان دنچوخا
دهستان دنچوخا (به لاتین: Denchukha Gewog) یک دهستان در کشور بوتان است که در ناحیهٔ سامتس واقع شده‌است.